# Quend
Quend település Franciaországban, Somme megyében. Lakosainak száma 1280 fő (2022. január 1.). Quend Conchil-le-Temple, Colline-Beaumont, Fort-Mahon-Plage, Rue, Saint-Quentin-en-Tourmont és Villers-sur-Authie községekkel határos.

## Népesség
A település népességének változása:
| Lakosok száma | 1391 | 1412 | 1396 | 1355 | 1313 | 1272 | 1269 | 1280 |
|               | 2015 | 2016 | 2017 | 2018 | 2019 | 2020 | 2021 | 2022 |